# Eduardo Naranjo
Eduardo Naranjo (Monesterio, 25 d'agost de 1944) és un pintor espanyol. La seva obra és considerada com un dels millors exemples del neorealisme oníric màgic de l'art espanyol actual.

## Biografia
Amb una vocació primerenca per l'art, l'any 1957 va conèixer al seu professor Eduardo Acosta i va ingressar a l'Escola d'Arts i Oficis de Badajoz, on va romandre fins al 1960. Aquest mateix any va ingressar a l'Escola de Belles Arts de Santa Isabel d'Hongria de Sevilla i el 1961, gràcies a una beca atorgada per la Diputació de Badajoz, es va traslladar a Madrid per formar-se a l'Escola de Belles Arts de San Fernando, on va estudiar pintura fins al 1965. Mentre estudiava, va presentar la seva primera exposició individual a les sales del Ateneo de Sevilla l'any 1962.
Els anys següents va seguir especialitzant-se en la seva formació, alternant amb les exposicions. Entre 1965 i 1966 va estudiar pintura mural amb Manuel Villaseñor, gravat calcogràfic amb Luis Alegre Núñez i va assistir a les classes del Círculo de Bellas Artes de Madrid. El 1966 va aconseguir una beca del Ministerio de Educación y Ciencia per a la formació dels professors i va treballar com a auxiliar del pintor Pedro Mozos i de Germán Calvo, en les classes de "Colorido y composición" i "Procedimientos pictóricos" respectivament.
Va participar en l'edició del 1968 en l'Exposició Nacional de Belles Arts de Madrid amb dues pintures, Movimiento sísmico i Los Sanfermines, i amb el gravat Triste homenaje, amb el qual va obtenir la tercera medalla. L'any següent, amb una beca de Castelblanch, va viatjar a París. Hi va residir durant un temps, fet que li va permetre conèixer l'art d'avantguarda de les darreres dècades i es va deixar influir per la pintura cubista i el neoclassicisme de Picasso per fer una obra de caràcter expressionista i d'abstracció geomètrica. En tornar, tot i seguir amb la mateixa línia, va emprendre una pintura realista que, amb els anys, aniria evolucionant cap al món oníric i fantàstic molt personal.
Als anys setanta va presentar aquestes obres als concursos nacionals que es feien a Madrid, alternant amb la feina de docent a la Escuela de Artes aplicadas de Marqués de Cuba. L'any 1974 va pintar dos quadres que s'han considerat representatius de la seva evolució artística: Traje de primera comunión con autorretrato i Desnudo en la terraza.
També va ser un moment de molta difusió, amb moltes exposicions i reconeixement tant a l'Estat espanyol com a l'estranger. L'any 1975 quedava finalista del Gran Premio de Pintura del Círculo de Bellas Artes amb l'obra de gran format Espacio para un sueño, fet que va comportar una important polèmica en les revistes d'art i en la premsa de Madrid.
L'any 1979 va participar en l'exposició Los más importantes de la cultura y el arte a la galeria Biosca de Madrid, amb una molt bona acollida de la crítica, i la revista Blanco y Negro el va considerar el "millor artista plàstic de l'any". El 1981 va reprendre el gravat participant en l'edició de la Constitución Española, 1978, i des d'aquell moment va alternar gravat i pintura.
Als anys vuitanta va col·laborar també en el teatre, dissenyant escenografies, vestuari i ambientació. Entre les seves escenografies destaquen les obres de teatre La casa de Bernarda Alba de Federico García Lorca (1984) i Hazme de la noche un cuento de Jorge Márquez (1990). El 1986 va iniciar un llibre de gravats de l'obra de Lorca Poeta en Nueva York, que va acabar el 1991, tot i que es van exposar per primera vegada a la Fira del Llibre de Madrid de l'any 1987.
L'any 1993 el Centro Cultural de la Villa de Madrid va organitzar una exposició retrospectiva d'Eduardo Naranjo que va tenir un gran èxit de públic.
Eduardo Naranjo és Acadèmic de la Real Academia Extremeña de las Letras y las Artes des del 1985 i el 1992 va ser escollit acadèmic de l'Academia de Bellas Artes de Santa Isabel de Hungría de Sevilla. També és acadèmic de la Real Academia de Córdoba y de la de Granada.
Es conserva obra seva al Museu Reina Sofía de Madrid, a la Reial Acadèmia de Belles Arts de San Fernando i al Museu Nagasaki del Japó, entre d'altres, així com en col·leccions privades com la Colección Masaveu de Oviedo.

## Premis
- 1958 - Premi de dibuix "del Antiguo" de l'Escola d'Arts i Oficis de Sevilla[3]
- 1961 - Premi "Retratos" i premi de dibuix a la Reial Acadèmia de Belles Arts de San Fernando[3]
- 1968 - Medalla de tercera classe a la Exposición Nacional de Bellas Artes. Obra: Triste homenaje (aiguafort i aiguatinta).[8]
- 1974 - Premio Internacional Luis de Morales de Badajoz. Obra: Sueños blancos (dibuix).[9]
- 1980 - Medalla del Círculo de Bellas Artes de Madrid.[3]
- 1991 - Premi "Extremeño de Hoy" i Medalla d'Extremadura.[6]
- 1994 - Premio Nacional de Grabado María de Salamanca, Museo del Grabado Español de Marbella.[6]
- 1995 - Creu al Mèrit Militar per la seva contribució a les Arts i a l'Exèrcit.[6]